# Аналія Пігре
Аналія Пігре (31 липня 2001 , Каєнна ) — французька плавчиня, призерка чемпіонатів світу та Європи.